# Mercedes-AMG GT2
Chronologie des modèles (2023)
Aucun
La Mercedes-AMG GT2 est une version course de l'AMG GT conçue pour courir dans la catégorie GT2. Elle est dévoilée en 2022 par Mercedes-AMG, la division sport de Mercedes-Benz. Sa puissance est de 707 ch afin de respecter les règles de cette catégorie.Elle participera à l’European series en 2023 . Cette version ultra radicale de l'AMG GT pour la piste (et surtout au « gentleman drivers ») pourrait bien être la dernière car la production de la version route a été stoppée en 2021.